# Philophylla bifida
Philophylla bifida
 es una especie de insecto del género Philophylla de la familia Tephritidae del orden Diptera. 
Mario Bezzi la describió científicamente por primera vez en el año 1928.